# Pseudischnocampa ecuadorensis
Pseudischnocampa ecuadorensis là một loài bướm đêm thuộc phân họ Arctiinae, họ Erebidae.